# Santiago Tamazola (kommun)
Santiago Tamazola är en kommun i Mexiko.   Den ligger i delstaten Oaxaca, i den sydöstra delen av landet, 210 km sydost om huvudstaden Mexico City.
Följande samhällen finns i Santiago Tamazola:
- Santiago Tamazola
- San José Zocoteaca de Bravo